# Ахали
Ахали (груз. ახალი, с груз. — «Новая») — либеральная проевропейская центристская политическая партия в Грузии. Партия была основана в 2024 году бывшим председателем Единого национального движения, Никанором Мелией, и бывшим генеральным директором телеканала «Мтавари Архи» (груз. მთავარი არხი, с груз. — «Главный Канал»), Николозом Гварамией.

## История
Партия «Ахали» была основана 11 марта 2024 года Никанором Мелией и Николозом Гварамией. Мелия был председателем Единого национального движения с 2020 по 2023 год, но был исключен из партии после поражения в гонке за лидерство. Гварамия являлся основателем и генеральным директором популярного оппозиционного телеканала «Мтавари Архи». Партия «Ахали» не регистрировалась как новая партия. Вместо этого Никанор Мелия и Николоз Гварамия преобразовали существующую партию «Государство для народа».
5 апреля «Ахали» вместе с шестью другими партиями выступили с совместным заявлением, в котором осудили повторное внесение «Грузинской мечтой» законопроекта об иностранных агентах, назвав этот шаг предательством европейского пути Грузии.  Партия впоследствии присоединилась к протестам против закона об «иноагентах».
3 июня партия «Ахали» подписал «Грузинскую хартию», инициированную президентом Саломе Зурабишвили в попытке консолидировать проевропейскую оппозицию и изложить ее послевыборный манифест. «Ахали», наряду с пятью другими оппозиционными партиями, дополнительно подписал документ «Декларация единства» для дальнейшей консолидации оппозиции в преддверии парламентских выборов 2024 года.
Партия «Ахали» создала неформальную коалицию с двумя партиями «Гирчи – Больше свободы» и «Дроа», объявившими, что они выдвинут своих кандидатов по партийному списку Ахали. Впоследствии в «Коалицию за перемены» присоединились Республиканская партия и движение «Активисты за будущее».
На выборах 2024 года «Коалиция за перемены» набрала 11.04% голосов.